# Сульфаметоксазол/триметоприм

Сульфаметоксазол

Триметоприм

Сульфаметоксазо́л/Триметопри́м(Ко-тримоксазол) — комбінований хіміотерапевтичний засіб та антипротозойний препарат, до складу якого входить сульфаніламідний препарат сульфаметоксазол середньої тривалості дії та інгібітор дифолатредуктази триметоприм, що застосовується перорально та парентерально. Комбінація сульфаметоксазолу та триметоприму застосовується у клінічній практиці з 1974 року.

## Фармакологічні властивості
Сульфометоксазол/триметоприм — комбінований антибіотик, до складу якого входять сульфаніламідний препарат сульфаметоксазол та інгібітор дифолатредуктази триметоприм. Механізм дії обумовлений подвійним блокуючим впливом на метаболізм бактерій та найпростіших. Сульфаметоксазол блокує включення в метаболізм бактерій параамінобензойної кислоти і порушує синтез фолієвої кислоти, триметоприм порушує синтез фолієвої кислоти шляхом блокування ферменту дифолатредуктази. Поєднання двох антибактеріальних компонентів створює бактерицидну дію на мікроорганізми. При створенні даного препарату розробники очікували на синергізм складових in vivo. Але на практиці синергізм складових препарату виявлявся лише in vitro, клінічно синергізм майже не виявляється, тому активність ко-тримоксазолу розраховують переважно по триметоприму, сульфаніламідний компонент має значення переважно при токсоплазмозі, пневмоцистній пневмонії, нокардіозі. У більшості випадків сульфаніламідна складова препарату посилює ризик побічних ефектів, характерних для цієї групи препаратів. До препарату чутливі такі мікроорганізми: стафілококи, стрептококи, клебсієли, Escherichia coli, сальмонели, шигели, нейсерії, Proteus spp., лістерії, Enterobacter spp., Bacillus spp., Citrobacter spp., Serratia spp., Haemophilus spp., Morganella morganii, Nocardia spp., а також деякі найпростіші — токсоплазми, пневмоцисти. Нечутливими до препарату є Enterococcus spp., Pseudomonas spp., більшість анаеробних бактерій та частина гонококів.

### Фармакокінетика
Сульфаметоксазол/триметоприм швидко всмоктується в шлунково-кишковому тракті, максимальна концентрація в крові досягається за 1—4 години. Біодоступність препарату становить 90—100 % при пероральному прийомі, при внутрішньовенному введенні становить 100 %. Препарат створює високі концентрації в більшості тканин і рідин організму, особливістю розподілу препарату є те, що сульфаметоксазол розподіляється переважно у позаклітинному просторі, а триметоприм — у рідинах організму. Препарат погано проходить через гематоенцефалічний бар'єр. Препарат проходить через плацентарний бар'єр та виділяється в грудне молоко. Метаболізується ко-тримоксазол в печінці з утворенням неактивних метаболітів. Період напіввиведення препарату складає в середньому для обох компонентів 10 годин. Виводиться препарат з організму переважно нирками, частково з жовчю, при нирковій недостатності можлива кумуляція складових препарату в організмі.

## Показання до застосування
Сульфаметоксазол/триметоприм застосовують при інфекціях, що спричинюють чутливі до складових препарату збудники: інфекція сечовидільних шляхів, гострий отит, пневмоцистна пневмонія, токсоплазмозі, нокардіоз, саркоцистоз, діарея мандрівників.

## Побічна дія
При застосуванні сульфаметоксазолу/триметоприму можливі наступні побічні ефекти:
- Алергічні реакції — часто (1—10 %) висипання на шкірі; дуже рідко (менше 0,01 %) кропив'янка, гіперемія шкіри, бронхоспазм, набряк язика та верхньої губи, вовчакоподібний синдром, гарячка, фотодерматоз, синдром Стівенса-Джонсона, синдром Лаєлла, анафілактичний шок, набряк Квінке, сироваткова хвороба.
- З боку травної системи — часто (1—10 %) нудота, діарея, кандидоз ротової порожнини; нечасто (0,1—1 %) блювання; дуже рідко (менше 0,01 %) панкреатит, спрага, сухість у роті, біль у животі, гепатит, жовтяниця, розвиток печінкової енцефалопатії, псевдомембранозний коліт.
- З боку нервової системи — часто (1—10 %) головний біль; дуже рідко (менше 0,01 %) запаморочення, асептичний менінгіт, атаксія, безсоння, депресія, психоз, периферична або оптична нейропатія, увеїт.
- З боку серцево-судинної системи — дуже рідко (менше 0,01 %) алергічний міокардит.
- З боку дихальної системи — задишка, кашель, еозинофільні інфільтрати в легенях.
- З боку опорно-рухового апарату — дуже рідко (менше 0,01 %) вузликовий періартеріїт, артралгії, міалгії, рабдоміоліз.
- З боку сечовидільної системи — дуже рідко (менше 0,01 %) нефротоксичний синдром, інтерстиціальний нефрит, тубулярний некроз, ниркова недостатність.
- З боку ендокринної системи — дуже рідко (менше 0,01 %) гіпоглікемія.
- Зміни в лабораторних аналізах — дуже часто (більше 10 %) гіперкаліємія; дуже рідко (менше 0,01 %) еозинофілія, лейкопенія, нейтропенія, тромбоцитопенія, гемолітична анемія, панцитопенія, мегалобластна анемія, агранулоцитоз, гіпопротромбінемія, підвищення рівня білірубіну, підвищення активності амінотрансфераз у крові, гіпонатріємія.

У хворих на СНІД частота побічних реакцій, особливо гарячки, висипань на шкірі, лейкопенії та підвищення активності амінотрансфераз значно збільшується.

## Протипоказання
Сульфаметоксазол/триметоприм протипоказаний при підвищеній чутливості до компонентів препарату, мегалобластній анемії, дітям до 6 років, при важкій печінковій та нирковій недостатності, вагітності та годуванні грудьми, дефіциті глюкозо-6-фосфатдегідрогенази.

## Форми випуску
Сульфаметоксазол/триметоприм випускається у співвідношенні 5 частин сульфаметоксазолу та 1 частина триметоприму у вигляді ампул по 5 мл (400/80 мг); таблеток по 100/20, 200/40, 400/80 та 800/160; та сиропу для застосування всередину по 0,24 мг/5 мл.

## Назви
Різні компанії під різними торговельними марками випускають різні препарати.
Входить до складу таких препаратів:
- Бісептол (один з найвідоміших);[3]
- Бісептрим;
- Бі-сепТ-Фармак

та інші.